# 28 Liberty Street
O 28 Liberty Street, antes chamado de One Chase Manhattan Plaza é um arranha-céu, actualmente é o 94º arranha-céu mais alto do mundo, com 248 metros (813 ft). Edificado na cidade de Nova Iorque, Estados Unidos, foi concluído em 1961 com 60 andares.